# Мері Робінсон
Мері Тереза Вінфред Робінсон (ірл. Máire Mhic Róibín, англ. Mary Robinson; нар. 21 травня 1944) — перша жінка-президент Ірландії з 1990 до 1997 року. Із 1997 по 2002 займала пост Верховного комісара ООН з прав людини.

## Біографія
Мері Робінсон (до шлюбу — Бурк) народилася 21 травня 1944 в ірландському містечку Балліна, графство Мейо у сім'ї лікарів. Родина Бурк є досить стародавньою; багато її предків зробили гарну політичну кар'єру. У 1967 році дівчина закінчила Триніті Коледж у Дубліні та отримала ступінь бакалавра. Згодом вивчала право у Гарвардському університеті. Із 1969 по 1975 роки вона була професором із конституційного та кримінального права Триніті-коледжу.
1970 року Мері одружилася із Ніколасом Робінсоном. Шлюб із протестантом викликав скандал у її сім'ї, який, проте вдалось загасити.
У період з 1969 по 1989 рік Робінсон була незалежним сенатором. Із 1973 по 1989 — членом Об'єднаного парламентського комітету Ірландії із вторинного законодавства Європейської спільноти, з 1977 до 1987 року — Головою підкомітету Парламенту з соціальних питань, а дві роки від 1987 до 1989 — Головою підкомітету Парламенту із правових питань.

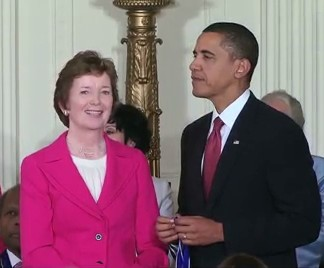
Нагородження Мері Робінсон Президентською медаллю Свободи

1990 року Мері Робінсон була обрана Президентом Ірландії. За словами самої Робінсон, обрання жінки Президентом ніхто не очікував. Інавгурація пройшла 3 грудня 1990. Нова Президент була досить популярною в народі. Зокрема, Мері Робінсон змінила ірландсько-британські відносини, ставши першим ірландським президентом, що навідав королеву Єлизавету у Букінгемському палаці. Також Робінсон велику увагу звертала на ірландських іммігрантів, що виїхали із країни.
У 1997 році Мері Робінсон дотерміново полишила посаду Президента Ірландії, щоб обійняти пост Верховного комісара ООН з прав людини. Після завершення терміну перебування на посаді у 2002 році викладала в Дублінському університеті, де завідувала кафедрою. Згодом зайнялася власними проектами. Зараз є почесним членом Оксфам і членом Тристоронньої комісії.
В липні 2009 року Мері Робінсон була нагороджена Президентською медаллю Свободи, яку вручав Барак Обама.